# 滋賀県道209号八日市五個荘線
滋賀県道209号八日市五個荘線（しがけんどう209ごう ようかいちごかしょうせん）は、滋賀県東近江市を通る一般県道である。

## 概要
東近江市建部日吉町から東近江市五個荘北町屋町に至る。
東近江市内には似た名称（滋賀県道328号五個荘八日市線）がある。

### 路線データ
- 起点：東近江市建部日吉町（滋賀県道52号栗見八日市線交点）
- 終点：東近江市五個荘石塚町（五個荘南交差点、国道8号交点、滋賀県道202号佐生五個荘線終点）[1]
- 総延長：3.0 km

## 路線状況

### 道路施設

#### 橋梁
- 蓑作橋（大同川、東近江市）
- 天王橋（大同川、東近江市）

## 地理

### 通過する自治体
- 東近江市

### 交差する道路
| 交差する道路                      | 交差する場所   | 交差する場所          |
| --------------------------------- | -------------- | --------------------- |
| 滋賀県道52号栗見八日市線          | 建部日吉町     | 起点                  |
| 旧中山道                          | 五個荘北町屋町 |                       |
| 国道8号 滋賀県道202号佐生五個荘線 | 五個荘北町屋町 | 五個荘南交差点 / 終点 |

### 交差する鉄道
- 近江鉄道本線
- 東海道新幹線

### 沿線
- 東近江市立建部幼稚園
- 山の神古墳
- 建部神社
- 苗村神社
- 東近江市立五個荘東幼稚園
- 滋賀銀行 五個荘支店